# Хінель
Хінель (рос. Хинель) — село в Сєвському районі Брянської області Росії. Входить до складу Косицького сільського поселення.

## Географія
Село знаходиться в південно-східній частині Брянської області, в зоні хвойно-широколистяних лісів, у межах західних відрогів Середньоруської височини, на лівому березі річки Хінельки, при автодорозі 15К-2211, на відстані приблизно 24 км (Прямою) на південний захід від міста Севська, адміністративного центру району. Абсолютна висота - 197 метрів над рівнем моря.